# Цимент
Вижте пояснителната страница за други значения на Цимент.
 Тази статия е за портландцимента.  За други значения вижте Цимент (пояснение).
Циментът е прахообразен материал, получен от съвместното фино смилане на циментов клинкер и суров гипс. Обикновено в строителната практика под „цимент“ се разбира портландцимент, поради факта, че това е най-широко използвания тип цимент. Съществуват и други видове цименти – пуцоланов, глиноземен (алуминиев), тампонажен, зъболекарски и други.

## История
За първи път циментът е патентован от англичанина Джоузеф Аспдин, а името „портландцимент“ се дължи на неговия сив цвят, който силно наподобявал цвета на портландския камък, който е добиван на британския остров Портланд в Дорсет, Англия.

## Производство
Циментът спада към групата на т.нар. хидравлични свързващи вещества т.е. такива, които смесени с вода образуват пластична паста, която е способна да се свързва, втвърдява и да повишава якостта си както във въздушна, така и във водна среда.
Основните суровини за получаване на цимент са варовик (калциев карбонат) и глина. Освен тях може да се използват мергели, глинести шисти или отпадни продукти със сходен химичен състав, например доменна шлака. Суровините се смилат (най-често в топкови мелници), след което се смесват и хомогенизират. Приблизителното съотношение на изходните суровини при производството на цимент е варовик:глина = 3:1.
В зависимост от това по какъв начин става смесването на суровините – във водна среда или в сухо състояние, се различават два метода за производство на цимент – мокър и сух.
- При мокрия метод смесването на суровините става в специални резервоари (шлам басейни), където варовикът, глината и съответното количество вода образуват суспензия (шлам).
- При сухия метод смесването и хомогенизирането на суровините става обикновено по пневматичен начин – чрез въздух под налягане.

Предимство на мокрия метод за производство на цимент е възможността за по-добро хомогенизиране на суровинната смес, а недостатък – високият разход на енергия за изпичане на цимента, дължащ се на високото съдържание на вода в шлама. При сухия метод за производство основното предимство е по-ниският разход на енергия, което води до намаляване на себестойността на цимента, тъй като по-голямата част от цената му се формира от горивото, необходимо за изпичането. В България цимент по мокър способ се произвежда в „Девня Цимент“, а в останалите заводи производството е по сух метод.
И при двата метода на производство най-често изпичането на цимента става в т.нар. въртящи се пещи. Те представляват наклонени стоманени цилиндри, с дължина 40 – 220 m, които се въртят бавно около надлъжната си ос. По-дългите пещи са характерни за мокрия метод за производство на цимент. Като гориво в пещите се използват природен газ или въглища. Разликата при двата вида гориво е, че използването на въглища оказва влияние върху химичния и минерален състав на цимента (поради отделянето на пепел при изгарянето им). Суровинната смес постъпва в пещите откъм високата им страна и под действие на въртенето и собственото си тегло започва да се движи, като преминава последователно през няколко зони на пещта.
1. Първата зона е т.нар. зона на изсушаване, в нея става изпаряването на водата в суровинната смес.
2. Във втората зона (зона на подгряване) става разграждането на суровините – варовикът се разгражда на калциев оксид (CaO) и въглероден диоксид (CO2), а глината на силициев диоксид (SiO2), алуминиев оксид (Al2O3) и железен оксид (Fe2O3).
3. В третата зона (зона на изпичане) се формира минералният състав на цимента, който се състои основно от следните минерали – алит (3CaO.SiO2), белит (2CaO.SiO2), трикалциев алуминат (3CaO.Al2O3) и целит (4CaO.Al2O3.Fe2O3).
4. В четвъртата зона (зона на охлаждане) формираният минерален състав на материала се запазва чрез бързо понижаване на температурата.

В резултат процеса на изпичане в пещите се получава т.нар портландциментов клинкер, който представлява гранулиран материал, с едрина от 2 – 3 mm до 2 – 3 cm. Охладеният клинкер се смила в топкови мелници, съвместно със суров гипс (CaSO4.2H2O), който служи за регулиране на срока на свързване на цимента. Количеството на суровия гипс се определя индивидуално за всеки цимент, в зависимост от минералния му състав. Обикновено то се движи в рамките на 3 – 4% от масата на цимента.
Смлян чист клинкер, без добавка на суров гипс, се свързва и втвърдява за 1 – 2 минути, като при това втвърденият материал е с влошени механични показатели.